# Daniel Pemberton
Daniel Pemberton (3 november 1977) is een Brits componist van met name filmmuziek.
Pemberton begon zijn carrière in 1994 met het uitbrengen van zijn eerste album Bedroom bestaande uit elektronische muziek. Daarna was hij actief met het schrijven van de muziek voor televisieproducties, waaronder vele documentaires en de Britse sitcom Peep Show. In 2011 schreef hij muziek voor de speelfilm The Awakening. In 2015 had hij zijn eerste samenwerking met regisseur Guy Ritchie voor de film The Man from U.N.C.L.E.. Pemberton ontving in 2014 voor 'ontdekking van het jaar' een World Soundtrack Award en in 2016 een nominatie voor 'filmcomponist van het jaar'. Ook werd hij driemaal genomineerd voor een Golden Globe. In 2016 met de film Steve Jobs voor beste filmmuziek, in 2017 met de film Gold voor beste filmsong ("Gold"), die hij samen schreef met Stephen Gaghan, Danger Mouse en Iggy Pop en in 2020 met de film Motherless Brooklyn voor beste filmmuziek.

## Discografie

### Albums
- 1994: Bedroom
- 1999: Enhanced Environments (met Charles Uzzell-Edwards)
- 2005: A Curious Case of Drama
- 2006: War and Documentary (met Praags Filharmonisch Orkest)
- 2007: TVPOPMUZIK
- 2008: A Curious Case of Ducumentary
- 2009: Heroes and Villains: Attila the Hun / Napoleon
- 2010: At the Movies 1
- 2010: At the Movies 2
- 2011: The Awakening
- 2012: Dirk Gently
- 2013: Cartel (soundtrack van The Counselor)
- 2013: Space Drive
- 2015: The Man from U.N.C.L.E.
- 2015: Steve Jobs
- 2016: Mal depierres
- 2017: Gold
- 2017: King Arthur: Legend of the Sword
- 2017: Mark Feit: The Man Who Brought Down the White House
- 2017: All the Money in the World
- 2018: Molly's Game
- 2018: Ocean's 8
- 2018: Spider-Man: Into the Spider-Verse
- 2018: One Strange Rock
- 2019: Yesterday (met Himesh Patel)
- 2019: The Dark Crystal: Age of Resistance, Vol. 1
- 2019: The Dark Crystal: Age of Resistance, Vol. 2 (met Samuel Sim)
- 2019: Motherless Brooklyn
- 2020: Birds of Prey

## Filmografie
| Jaar | Titel                                               | Opmerkingen     |
| ---- | --------------------------------------------------- | --------------- |
| 2011 | The Awakening                                       |                 |
| 2012 | Blood                                               |                 |
| 2013 | In Fear                                             | met Roly Porter |
| 2013 | The Counselor                                       |                 |
| 2014 | Cuban Fury                                          |                 |
| 2015 | The Man from U.N.C.L.E.                             |                 |
| 2015 | Steve Jobs                                          |                 |
| 2016 | Mal de pierres                                      |                 |
| 2016 | Gold                                                |                 |
| 2017 | King Arthur: Legend of the Sword                    |                 |
| 2017 | Molly's Game                                        |                 |
| 2017 | Mark Felt: The Man Who Brought Down the White House |                 |
| 2017 | All the Money in the World                          |                 |
| 2018 | Ocean's 8                                           |                 |
| 2018 | Scarborough                                         |                 |
| 2018 | Spider-Man: Into the Spider-Verse                   |                 |
| 2019 | Yesterday                                           |                 |
| 2019 | Motherless Brooklyn                                 |                 |
| 2020 | Birds of Prey                                       |                 |
| 2020 | Enola Holmes                                        |                 |
| 2020 | The Trial of the Chicago 7                          |                 |
| 2021 | Being the Ricardos                                  |                 |
| 2022 | Amsterdam                                           |                 |
| 2022 | Enola Holmes 2                                      |                 |
| 2023 | Spider-Man: Across the Spider-Verse                 |                 |
| 2023 | Ferrari                                             |                 |
| 2025 | Eddington                                           |                 |
| 2025 | Materialists                                        |                 |

## Overige producties

### Computerspellen
| Jaar | Titel              | Opmerkingen |
| ---- | ------------------ | ----------- |
| 2005 | The Movies         |             |
| 2008 | LittleBigPlanet    |             |
| 2010 | Kinect Adventures! |             |
| 2011 | LittleBigPlanet 2  |             |
| 2019 | Knights and Bikes  |             |

### Televisiefilms
| Jaar | Titel                   | Opmerkingen |
| ---- | ----------------------- | ----------- |
| 2019 | Brexit: The Uncivil War |             |

### Televisieseries
| Jaar      | Titel                               | Opmerkingen |
| --------- | ----------------------------------- | ----------- |
| 2003-2015 | Peep Show                           |             |
| 2006      | Prehistoric Park                    |             |
| 2006-2007 | Suburban Shootout                   |             |
| 2009      | Occupation                          |             |
| 2009      | Desperate Romantics                 |             |
| 2009      | Wildest Dreams                      |             |
| 2010      | Combat Kids                         |             |
| 2010      | Upstairs Downstairs                 |             |
| 2010      | Dirk Gently                         |             |
| 2014      | The Game                            |             |
| 2017      | Black Mirror                        |             |
| 2019      | The Dark Crystal: Age of Resistance |             |
| 2022      | The Afterparty                      |             |

### Documentaires
| Jaar | Titel                                                            | Opmerkingen |
| ---- | ---------------------------------------------------------------- | ----------- |
| 1999 | Diceworld                                                        |             |
| 1999 | Many Happy Return                                                |             |
| 2000 | Perfect Breasts                                                  |             |
| 2002 | The King of Communism: The Pomp & Pageantry of Nicolae Ceausescu |             |
| 2003 | The Life of a Ten Pound Note                                     |             |
| 2003 | George Orwell: A Life in Pictures                                |             |
| 2003 | Dogumentary: Rewind the Summer                                   |             |
| 2003 | Battle Hospital: Medics at War                                   |             |
| 2004 | Men of Iron                                                      |             |
| 2005 | Blowing Up Paradise                                              |             |
| 2005 | Hiroshima                                                        |             |
| 2006 | How to Divorce Without Screwing Up Your Children                 |             |
| 2006 | Jamie's Return to School Dinners                                 |             |
| 2006 | Cult Killer                                                      |             |
| 2007 | Soviet War Scarw 1983                                            |             |
| 2009 | Enemies of the People                                            |             |
| 2010 | Between Life and Death                                           |             |
| 2010 | Self Made                                                        |             |
| 2011 | Meet the Elephant Man                                            |             |
| 2012 | Escape from Colditz                                              |             |
| 2012 | Space Dive                                                       |             |
| 2020 | Rising Phoenix                                                   |             |
| 2021 | The Rescue                                                       |             |

### Documentaire series
| Jaar | Titel                                       | Opmerkingen |
| ---- | ------------------------------------------- | ----------- |
| 2000 | White Tribe                                 | miniserie   |
| 2000 | Escape from Colditz                         |             |
| 2000 | The Gambler                                 | miniserie   |
| 2000 | Great Artists with Tim Marlow               | miniserie   |
| 2002 | Underworld: Flooded Kingdoms of the Ice Age |             |
| 2003 | French Leave                                |             |
| 2003 | Harem                                       | miniserie   |
| 2009 | Generals at War                             |             |
| 2009 | The Lost World of Communism                 |             |
| 2018 | One Strange Rock                            |             |

## Prijzen en nominaties

### Academy Awards
| Jaar | Titel                      | Categorie                                    | Uitslag     |
| ---- | -------------------------- | -------------------------------------------- | ----------- |
| 2021 | The Trial of the Chicago 7 | Beste originele nummer, voor "Hear My Voice" | Genomineerd |

### BAFTA Awards
| Jaar | Titel              | Categorie                | Uitslag     |
| ---- | ------------------ | ------------------------ | ----------- |
| 2006 | The Movies         | Beste computerspelmuziek | Genomineerd |
| 2009 | LittleBigPlanet    | Beste computerspelmuziek | Genomineerd |
| 2022 | Being the Ricardos | Beste filmmuziek         | Genomineerd |

### Emmy Awards
| Jaar | Titel        | Categorie | Uitslag     |
| ---- | ------------ | --- | ----------- |
| 2018 | Black Mirror | Beste muziek compositie voor een miniserie, film of special (originele dramatische muziek) afl. "USS Callister" | Genomineerd |

### Golden Globe Awards
| Jaar | Titel                      | Categorie                            | Uitslag     |
| ---- | -------------------------- | ------------------------------------ | ----------- |
| 2016 | Steve Jobs                 | Beste filmmuziek                     | Genomineerd |
| 2017 | Gold                       | Beste filmsong, voor "Gold"          | Genomineerd |
| 2020 | MotherlessBrooklyn         | Beste filmmuziek                     | Genomineerd |
| 2021 | The Trial of the Chicago 7 | Beste filmsong, voor "Hear My Voice" | Genomineerd |

## Hitlijsten

### Albums
| Album met hitnotering(en) in de Vlaamse Ultratop 200 albums | Datum van verschijnen | Datum van binnenkomst | Hoogste positie | Aantal weken | Opmerkingen |
| ----------------------------------------------------------- | --------------------- | --------------------- | --------------- | ------------ | ----------- |
| King Arthur: Legend of the Sword                            | 2017                  | 20-05-2017            | 155             | 1            | soundtrack  |